# Petites missionnaires eucharistiques
Les Petites missionnaires eucharistiques (en latin : Congregatio Parvarum Missionariarum ab Eucharistia) forment une congrégation religieuse féminine enseignante de droit pontifical.

## Histoire
La congrégation est fondée le 3 novembre 1928 à Bagnoli par la vénérable Ilia Corsaro (1897-1977)avec le soutien de Giuseppe Petrone, (1872-1933) évêque de Pouzzoles. Les sœurs se consacrent à l'adoration eucharistique de jour et de nuit, au catéchisme des enfants et des adultes, à l'évangélisation dans les faubourgs des quartiers de Naples, et au soutien moral et matériel aux familles en difficulté.
En 1938, elles acceptent d'enseigner par obéissance à Alfonso Castaldo (1890-1966), nouvel évêque de Pouzzoles. L'année suivante, l'évêque donne l'habit religieux à dix jeunes sœurs et accorde un décret d'approbation «ad experimentum» (7 octobre 1939). Elles font leur profession religieuse le 15 août 1954 avec l'engagement d'observer les constitutions de la congrégation et la règle de saint François. 
L'institut est agrégé à l'ordre des frères mineurs le 22 juillet 1954 et reçoit le décret de louange le 13 juin 1974.

## Activités et diffusion
Les sœurs se consacrent à l'enseignement et à l'apostolat dans les paroisses.
Elles sont présentes en: 
- Europe : Italie, Albanie.
- Amérique : Brésil, Pérou.
- Afrique : Tanzanie.

La maison-mère est à Bagnoli.
En 2017, la congrégation comptait 83 sœurs dans 18 maisons.